# Festivalul Internațional de Film Fantastic de la Avoriaz din 1989
Festivalul Internațional de Film Fantastic de la Avoriaz din 1989 (în franceză Festival international du film fantastique d'Avoriaz 1989) a fost a 17-a ediție a Festivalului Internațional de Film Fantastic de la Avoriaz. A avut loc în Alpii francezi (în stațiunea Avoriaz) în perioada 14-22 ianuarie 1989.
Filmul Inseparabilii regizat de David Cronenberg a primit Marele premiu (Grand prix) al festivalului.

## Juriu
- Terence Stamp (președinte)
- Marco Bellocchio
- Françoise Fabian
- Serge Lama
- Charles-Louis Lasalle
- Pierre Mondy
- Marcel Ophüls
- Robin Renucci
- Barbara Sukowa
- Vassílis Vassilikós
- Bo Widerberg

## Selecție

### În competiție
- Voulez-vous mourir avec moi ? (Le Baiser de l'assassin - Der Kuß des Tigers) de Petra Haffter ( RDG  /  Franța)
- Baxter de Jérôme Boivin ( Franța)
- Le Blob (The Blob) de Chuck Russell ( Statele Unite ale Americii)
- Fair Game (Mamba) de Mario Orfini ( Italia)
- Faux-semblants (Dead Ringers) de David Cronenberg ( Canada /  Statele Unite ale Americii)
- Hellraiser 2 : les écorchés (Hellbound : Hellraiser 2) de Tony Randel ( Regatul Unit /  Statele Unite ale Americii)
- Incidents de parcours (Monkey Shines) de George A. Romero ( Statele Unite ale Americii)
- Invasion Los Angeles (They Live) de John Carpenter ( Statele Unite ale Americii)
- Jeu d'enfant (Child's Play) de Tom Holland ( Statele Unite ale Americii)
- Kingsajz de Juliusz Machulski ( Polonia)
- Life on the Edge (Meet the Hollowheads) de Tom Burman ( Statele Unite ale Americii)
- Lo Que Vendra de Gustavo Mosquera ( Argentina)
- Paperhouse de Bernard Rose ( Regatul Unit)
- Parents de Bob Balaban ( Canada /  Statele Unite ale Americii)
- Le Repaire du ver blanc (The Lair of the White Worm) de Ken Russell ( Regatul Unit)

### Secțiunea horror
- Dream Demon de Harley Cokeliss ( Regatul Unit)
- La Main du saigneur (Unmasked Part 25) de Anders Palm ( Regatul Unit)
- Phantasm 2 de Don Coscarelli ( Statele Unite ale Americii)
- The Kiss de Pen Densham ( Canada /  Statele Unite ale Americii)
- Waxwork de Anthony Hickox ( Statele Unite ale Americii /  RDG  /  Regatul Unit)

### În afara competiției
- Docteur Jekyll et M. Hyde (Edge of Sanity) de Gérard Kikoïne ( Regatul Unit /  Franța /  Ungaria /  Statele Unite ale Americii)
- Futur immédiat, Los Angeles 1991 (Alien Nation) de Graham Baker ( Statele Unite ale Americii)
- High Spirits de Neil Jordan ( Regatul Unit /  Statele Unite ale Americii)
- La Section (The Stick) de Darrell Roodt (Format:Afrique du Sud)

## Premii
- Marele premiu (Grand prix): Faux-semblants de David Cronenberg[2]
- Grand prix de l'étrange : Paperhouse de Bernard Rose
- Premiul special al juriului (Prix spécial du jury): Kingsajz de Juliusz Machulski
- Prix des effets spéciaux : Le Blob de Chuck Russell
- Mention spéciale : Baxter de Jérôme Boivin
- Premiul criticii (Prix de la critique): Parents de Bob Balaban
- Antenne d'or : Incidents de parcours de George A. Romero
- Prix de la C.S.T. : Faux-semblants de David Cronenberg
- Prix section peur : Waxwork de Anthony Hickox
- Prix "Grand Guignol" de la section peur : La Main du saigneur (Unmasked Part 25) de Anders Palm